# Kaoklai Kaennorsing
Kaoklai Kaennorsing (in thailandese: ก้าวไกล แก่นนรสิงห์; Khon Kaen, 13 settembre 1983) è un kickboxer e thaiboxer thailandese.
Ha vinto il K-1 World Grand Prix a Seul. Soprannominato "The Matrix", Kaoklay è famoso per i suoi calci: ne sa qualcosa Mighty Mo, che ha subito una sconfitta proprio dal lottatore thailandese dopo essere stato colpito da uno di questi.
Al tempo del suo debutto nel K-1, il 17 luglio 2004 a Seul, Kaoklai pesava 78 kg, il più leggero e giovane lottatore ad aver mai vinto il torneo K-1 dei supermassimi. Nella lingua Thai, il suo nome Kaoklai significa "per avere un buon futuro".